# The Room Where It Happened
The Room Where It Happened: A White House Memoir (en français : La pièce où ça s'est passé : 453 jours dans le Bureau ovale avec Donald Trump) est un ouvrage de mémoires écrit en 2020 par l'ancien conseiller à la sécurité nationale John R. Bolton sur son travail en 453 jours au service du président Donald Trump jugé de manière très critique.

## Publication
Fin décembre 2019, une copie du manuscrit est mise à la disposition de la Maison Blanche pour examen avant publication, afin de supprimer les éventuelles informations relevant du secret défense. Le livre a été rendu public pour la première fois fin janvier 2020, lors de la procédure de destitution contre Donald Trump au Sénat.
L'administration Trump tente d'empêcher la publication du livre, mais le juge fédéral Royce C. Lamberth refuse d'ordonner son interdiction. Il paraît finalement le 23 juin 2020 chez Simon & Schuster .

## Contenu

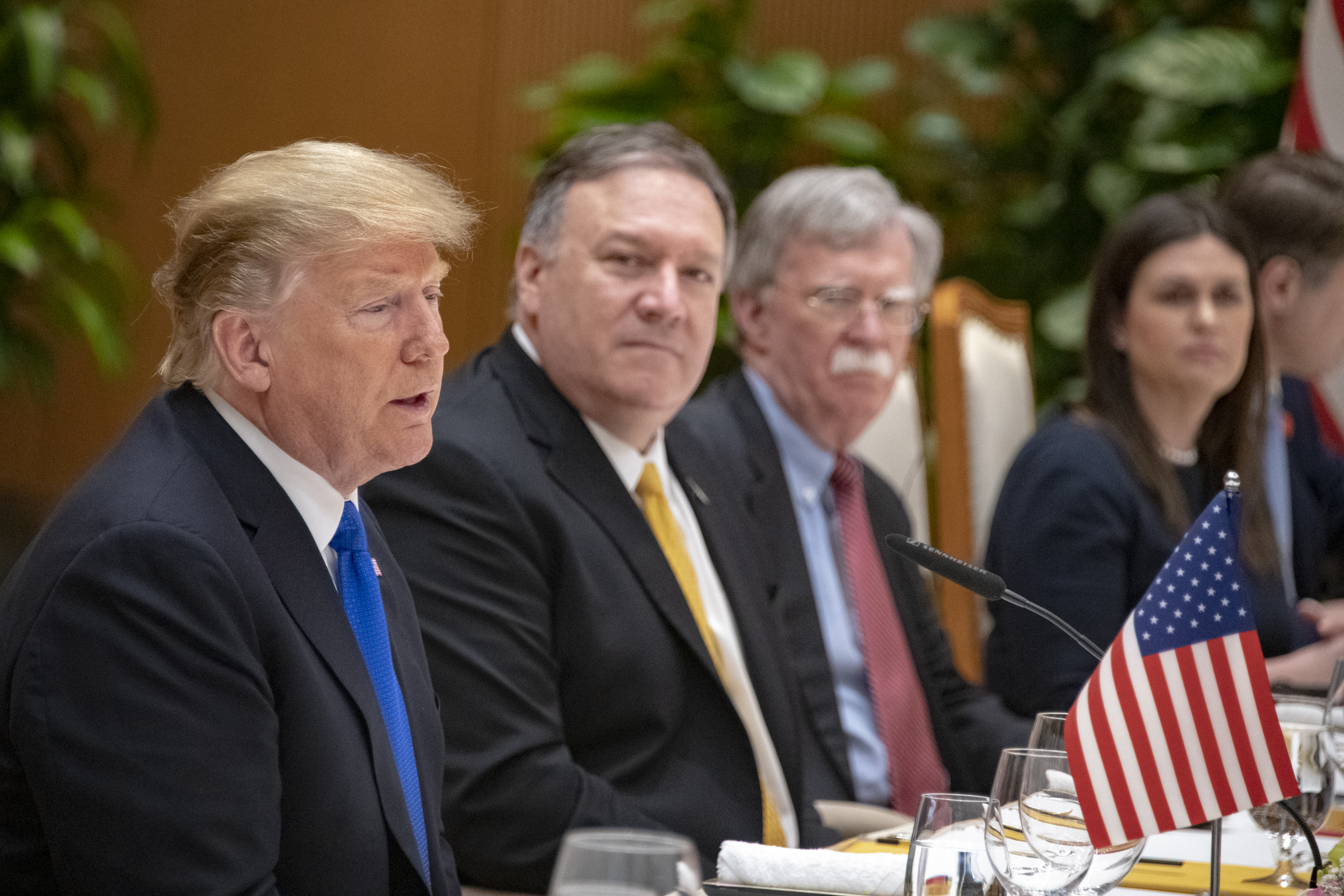
Donald Trump, Mike Pompeo et John Bolton à une réunion diplomatique. 2019.

Le livre est un procès en incompétence de Donald Trump.
Les révélations que contiennent l'ouvrage concernent plusieurs domaines: 
Dans le domaine des affaires étrangères, Trump aurait mêlé intérêts personnels et politiques. Il aurait ainsi demandé l'aide du président chinois Xi Jinping pour sa réélection. Dans cette même perspective, il aurait promis à Recep Tayyip Erdoğan de clore l'enquête sur Halkbank .
Selon l'auteur, Benjamin Netanyahu aurait exprimé son scepticisme à huis clos au sujet du plan de paix de Jared Kushner pour le Moyen-Orient, car des poids lourds politiques comme Henry Kissinger avaient déjà échoué dans ce domaine.
Toujours dans les affaires étrangères mais de manière plus anecdotique, plusieurs cas flagrants ont montré l'ignorance du chef d'Etat. Bolton affirme ainsi dans le livre que Trump aurait demandé si la Finlande faisait partie de la Russie et si le Royaume-Uni était une puissance nucléaire . Il aurait de même confondu les États baltes et balkaniques, à la venue d'une délégation estonienne, lituanienne et lettonne.
En politique intérieure, concernant la relation entre Trump et le secrétaire d'État Mike Pompeo, Bolton a écrit que ce dernier envisageait sa démission dès décembre 2018.
Une nouvelle préface, The Room Where It Will Happen Again, est rajoutée lors d'une réédition de l'ouvrage début 2024, alors que Trump a de bonnes chances de gagner l'élection présidentielle à la fin de l'année. Bolton dénonce l'isolationnisme du candidat, ce qui mettrait en danger Taïwan et l'Ukraine, envahie militairement depuis 2022. Il rajoute que Trump ne pense qu'à ses propres intérêts et qu'il n'est pas apte pour un second mandat.

## Réception
Le président sud-coréen Moon Jae-in a critiqué les mémoires de Bolton à travers son bureau, dénonçant à la fois des faits déformés et la divulgation d'informations sensibles.
Les responsables du gouvernement américain ont condamné le livre: Mike Pompeo a qualifié Bolton de "traître" pour avoir écrit et publié le livre. Peter Navarro a comparé le travail de Bolton au genre du revenge porn. Trump lui-même l'a décrit comme un "menteur" et a promis des enquêtes policières.
Dans une critique de Klaus Brinkbäumer dans l'hebdomadaire allemand Die Zeit du 23 juin 2020, l'auteur décrit le livre comme « un livre lâche et stupide ». Pour Sylvie Kauffmann dans un éditorial du Monde du 24 juin, l'amertume de son auteur dégrade l'image de Trump et de Bolton à la fois et prouve l'état de déreliction de la diplomatie américaine, inconséquente envers ses ennemis et trahissant la confiance de ses alliés .
Alex Ward de Vox considère que quiconque lira le livre de plus de 500 pages « trouvera que ses soupçons étaient corrects : l'approche de Trump envers le monde est vraiment aussi chaotique que dangereuse. Mais il y a une torsion: l'auteur offre par inadvertance aux lecteurs l'espoir qu'il y a eu une amélioration majeure - parce que l'auteur lui-même n'est plus à la Maison Blanche. » Selon Ward, « ironiquement, la personne qui défend le mieux l'argument de Trump contre John Bolton est John Bolton lui-même. Ce qui est le plus surprenant dans le livre de Bolton, c'est à quel point il est nonchalant pour défendre la guerre et dénigrer la diplomatie - et comment il a essayé d'imposer cet état d'esprit au président. ».
Selon l'analyse de Salem Al Ketbi pour L'Économiste, le livre cherche à établir que Trump a mis son propre intérêt dans un second mandat avant les intérêts des États-Unis. Donc, la victoire de Trump semble dépendre de sa capacité à réaliser rapidement des résultats pour inverser la situation avant novembre.

### Succès de librairie critiquant laprésidence de Donald Trump
- Fear, du journaliste américain Bob Woodward, 2018.
- Le Feu et la Fureur : Trump à la Maison-Blanche, du journaliste américain Michael Wolff,2018.
- A Warning, d'un conseiller haut placé anonyme, 2019.